# Plaça de les Patates (Figueres)
La Plaça de les Patates o Antiga plaça del Gra és un plaça pública del municipi de Figueres (Alt Empordà). El conjunt de l'espai forma part de l'Inventari del Patrimoni Arquitectònic de Catalunya. És una plaça situada en ple centre històric de la ciutat. És una plaça urbana en funció de mercat; projectada a partir de la insuficiència per aquesta funció de la plaça de l'ajuntament. Realitzada en una traça molt sòbria, sobre la base del tema d'arcs de mig punt a dos dels seus costats, creant porxos. Planta paral·lelepipèdica irregular.

## Història
El 20 de desembre de 1825, l'arquitecte Rafel Cantró fa el projecte d'urbanització del Barri del Pouet; és de creació contemporània a la plaça de l'ajuntament. Durant molt de temps va ésser la plaça de les patates i, posteriorment la plaça del gra; el fet de la seva creació a part de l'estructura de la població i de les tendències de creixement de la vila, li han donat un caire de marginalitat.